# Vallourec
Vallourec est une entreprise métallurgique française fabricant des tubes en acier sans soudure et d'autres produits tubulaires spécifiques, destinés principalement aux marchés du pétrole et du gaz, mais historiquement aussi à d'autres industries (mécanique, automobile et construction). Société implantée mondialement, le groupe Vallourec est coté à la Bourse de Paris.

## Historique

### Origines
Les origines industrielles de ce qui deviendra ultérieurement le groupe Vallourec remontent à la fin du XIXe siècle en Allemagne, quand les frères Mannesmann découvrent un procédé de laminage de tubes en acier sans soudure. Les fabricants de tubes français commencent à adopter ce procédé de fabrication et des sites industriels sont créés dans le Nord et en Bourgogne. La Société française des corps creux, située à Montbard, constitue l’un des piliers historiques du groupe. Elle est rebaptisée Société métallurgique de Montbard et introduite à la Bourse de Paris en 1899.
Au cours des années 1920-1930 a lieu une concentration et une spécialisation du secteur de l'industrie du tube d'acier. En 1931, naît un partenariat industriel et commercial entre les établissements de Valenciennes, Louvroil et Recquignies gérés par une nouvelle société, dont le nom, Vallourec, résulte des premières syllabes de ces trois villes. Suit la fusion de la Société des tubes de Valenciennes et de la Société Louvroil-Montbard-Aulnoye. Ce groupe devient le deuxième fabricant de tubes en acier en France et est introduit à la Bourse de Paris en 1957 sous le nom Vallourec, tandis que la société créée sous ce nom en 1930 prend la nouvelle dénomination de Sogestra.
Au cours des années 1960 est lancé le joint VAM (pour Vallourec Alexandre Madrelle) qui deviendra un produit phare du groupe.
En 1967, Vallourec reprend l’ensemble des activités tubes de son principal concurrent, Lorraine-Escaut.
En 1968, Vallourec consolide sa position en achetant à Sidélor son usine de tubes de Déville-lès-Rouen, ainsi que 51 % de sa participation dans la Compagnie Industrielle et Commerciale des Tubes. Avec 17 usines produisant près de 1 Mt/an, l'entreprise a un quasi-monopole de la production française de tubes sans soudure, mais un ensemble industriel très disparate.
Durant les années 1970, Vallourec construit l’aciérie intégrée et la tuberie de Saint-Saulve près de Valenciennes. En 1988, l'usine de Saint-Saulve produit 300 000 t des 420 000 t de la division tubes de Vallourec. Par rapport à 1981, les coûts ont été réduits de 40 % et la production est réalisée avec 59 % des 10 000 employés de l'époque.
L'entreprise noue des partenariats industriels et R&D, notamment avec le producteur de tubes japonais Sumitomo (aujourd’hui Nippon Steel & Sumitomo Metal Corporation - NSSMC). Le 18 janvier 2017, l'usine Vallourec de Saint-Saulve arrête définitivement sa production et envoie ses derniers tubes laminés en Corée.

### Vallourec & Mannesmann
L'année 1997 marque un vrai tournant pour le groupe. Grâce à la coentreprise Vallourec & Mannesmann Tubes (V & M Tubes), née de l’alliance avec l'allemand Mannesmann-Röhrenwerke, il devient le leader mondial du tube en acier sans soudure. Le groupe poursuit ensuite son internationalisation avec notamment des acquisitions majeures au Brésil et aux États-Unis.
En juin 2005, Vallourec prend le contrôle total de V&M Tubes grâce à l’acquisition de la participation de 45 % détenue par Mannesmannröhren-Werke (de).
En 2006, le groupe fait son entrée au CAC 40.
Le groupe continue à développer ses activités pétrole et gaz, à renforcer sa présence en Chine et au Moyen-Orient et à investir dans son activité de tubes pour centrales nucléaires.
L’histoire récente de Vallourec est marquée par deux investissements majeurs : la construction d’une nouvelle usine intégrée à Jeceaba au Brésil, avec son partenaire historique Sumitomo (Nippon Steel & Sumitomo Metal Corporation - NSSMC), et la construction d’une nouvelle tuberie à Youngstown (Ohio, États-Unis) servant les forages d’hydrocarbures non conventionnels aux États-Unis.

### Crises et fermetures de sites

L'ancien siège au 27 av. du Général-Leclerc, Boulogne-Billancourt.

Au printemps 2015, Vallourec annonce la suppression de deux mille postes dans le monde, du fait du contexte de baisse d'investissement dans l'industrie pétrolière et gazière lié à la baisse des cours dont plusieurs centaines en France,.
En janvier 2016, Vallourec annonce un partenariat stratégique avec Technip, l'un des leaders mondiaux dans la gestion de projets et l'ingénierie pour l'énergie. Technip prend une participation dans Serimax, une filiale à 100 % de Vallourec spécialisée dans le soudage.
En février 2016, Vallourec annonce une augmentation de capital d'un milliard d'euros souscrits par Bpifrance et Nippon Steel qui prennent par ce fait une participation de 15 % chacun dans l'entreprise. Dans le même temps, Vallourec augmente sa participation dans l'entreprise chinoise Tianda Oil Pipe (TOP) passant d'une participation de 19 % à 70 % puis 99,03 % en décembre de la même année. En parallèle, le groupe annonce une suppression de mille postes dans un contexte de chute du prix de pétrole et de faible demande pour les équipements para-pétroliers,.
Fin mars 2020, le groupe annonce qu'il suspend ses prévisions économiques de 2020 en raison de l'épidémie de Covid-19, mais qu'il maintient son projet d'augmenter son capital de 800 millions d'euros, dès que les conditions le permettront,,. 
Début avril 2020, le groupe annonce un plan de réduction drastique de ses effectifs en Amérique du Nord. Au total, plus de 900 emplois devraient être supprimés, soit le tiers des postes qui existent dans cette zone.
Début septembre 2020, Vallourec annonce le lancement de sa restructuration financière. Plombé par la crise liée au Covid-19, le projet d'augmentation de capital de 800 millions d'euros ne pourra pas se faire, la faute d'un effondrement du marché pétrolier et des investissements des compagnies. Vallourec doit donc désormais négocier avec ses créanciers obligataires dans le but de réussir son plan de sauvetage. En 2020 la fermeture de l'usine de Reisholz (tubes sans soudure de grand diamètre) et du traitement thermique de Déville-lès-Rouen (dont le laminoir a été fermé en 2016) sont annoncés, marquant le déclin des activités industrielles en Europe au profit d'autres continents. En 2021, la mise en vente du site industriel historique de Montbard (Vallourec Bearing Tubes) est annoncée.

### Restructuration à partir de 2021
En février 2021, les perspectives de reprise de l'activité à court terme dans les secteurs gazier et pétrolier demeurent très improbables et le poids de la dette devient écrasant. Vallourec, dans le cadre d'un plan de sauvetage, est contraint de transformer 1,3 milliard d'euros sur les 3,5 milliards que compte sa dette en capital, cédant ainsi le contrôle de la société à deux fonds d'investissement, Apollo et SVP, qui deviennent les deux plus importants actionnaires. Le plan de sauvetage comprend aussi une augmentation de capital supplémentaire de 300 millions d'euros et un abandon de créance de 170 millions de la part des banques créancières de la société,.
Début juin 2021, la dernière étape de la restructuration financière de Vallourec permet une augmentation de capital de 300 millions d'euros. L'augmentation de capital se poursuivre jusqu'au 21 juin. Une fois la restructuration financière approuvée, une grande partie de la dette a été convertie en capital. La banque publique Bpifrance Participations qui détenait 14,56 % du capital a vu sa participation tomber à 2,3 % du capital en juillet 2021 et a été supplantée par les fonds américains SVPGlobal et Apollo . Bpifrance Participations sortira progressivement du capital de Vallourec sur 2022.
Le 17 novembre 2021 le groupe annonce sa volonté de cession ou, le cas échéant, de fermetures des usines allemandes restantes de Mülheim-an-der-Ruhr et Düsseldorf-Rath (ce sera la fermeture, annoncée en mai 2022). Parallèlement la joint-venture avec l'ukrainien Interpipe Group, lancée en 2018, est abandonnée en décembre 2021.
En 2022, un barrage de la mine de Pau Branco dans la ville de Nova Lima, près de Belo Horizonte au Brésil, propriété du groupe Vallourec, transborde et inonde une autoroute. En conséquence, la justice brésilienne condamne le groupe à une amende de 288 millions de réaux (45 M€).
Sur l'ensemble de l'année 2021, Vallourec annonce avoir accumulé un bénéfice net de 40 millions d'euros, élevant son chiffre d'affaires à 3,44 milliards, soit une hausse de 6,1 % par rapport à 2020.
En mai 2022, Vallourec annonce la suppression de 2 950 emplois (soit près de 20% des effectifs du groupe), dont 320 en France.
En 2024, après cette restructuration, les résultats 2023 s'améliorent fortement, et la dette nette est réduite à 570 millions d’euros contre 1,13 milliard au 31 décembre 2022 et avec pour objectif d'atteindre une dette nette nulle fin 2025.
En août 2024, ArcelorMittal achète 27,5% du capital de Vallourec pour 955 millions d'euros auprès du fonds d’investissement Apollo. 

## Activité
Vallourec est fournisseur de tubes sans soudure pour les industries du pétrole et du gaz, pour les nouvelles énergies, de la pétrochimie, de la mécanique et de la construction automobile[réf. nécessaire]. Le groupe est spécialisé dans les applications complexes adaptées à des conditions extrêmes.
Vallourec contribue à la décarbonation de l'industrie en développant des produits pour capter et stocker le CO2.

### Pétrole et gaz

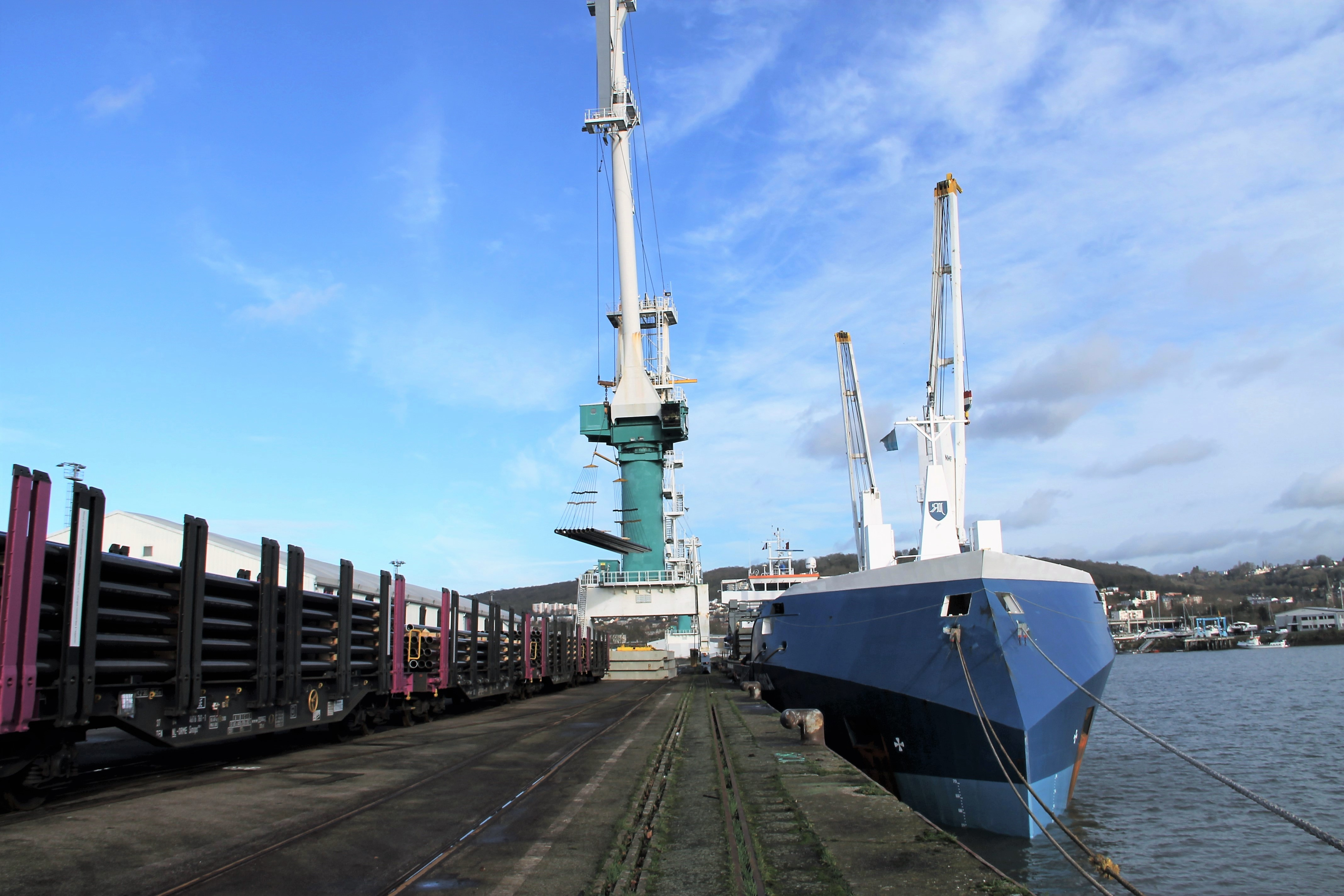
Chargement de tubes Vallourec dans le port de Rouen.

Pour le marché du pétrole et du gaz, Vallourec produit des solutions tubulaires pour l’exploration et la production (casing et tubing, connexions et risers), pour le transport des hydrocarbures (tubes de conduites et solutions de soudage intégrés), des services pour l’industrie pétrolière et des tubes pour raffineries. Vallourec est spécialisé dans les produits pour conditions extrêmes, telles que les puits profonds, les environnements corrosifs, les puits déviés, la haute pression et haute température.
Les clients de Vallourec dans ce domaine sont les compagnies pétrolières, les sociétés d'ingénierie ou les distributeurs.

### Nouvelles Énergies
Avec son offre complète appelée Vallourec® New Energies. Vallourec s’appuie sur son expertise en matière de matériaux et de connexions pour l’industrie du pétrole et du gaz pour tester et qualifier ses produits pour de nouvelles applications, notamment la géothermie, l’hydrogène, la capture, l’utilisation et le stockage du carbone (CCUS), ainsi que le solaire.
Pour les activités industrielles, Vallourec propose des matériaux résistants à la corrosion pour transporter et stocker le CO2. Pour l'industrie solaire, Vallourec fournit des tubes de torsion et des profilés ouverts façonnés à froid pour la construction de trackers solaires. Vallourec propose également une large gamme de produits conçus pour relever les défis du forage et de l’exploitation géothermiques.

### Industrie
Vallourec fabrique des tubes de structure utilisés dans le secteur mécanique (engins de levage, machines agricoles, vérins hydrauliques, grues, etc.) et fournit les grands constructeurs et équipementiers automobiles en tubes et composants.
Dans le domaine de la construction, Vallourec fabrique des tubes de structures utilisés dans des projets architecturaux, d’équipements industriels ou collectifs et de bâtiments privés. Vallourec a fourni des tubes pour la construction de l'ossature métallique du Soccer City Stadium de Johannesburg en Afrique du Sud, ainsi que le Stade de France, la Grande Arche de la Défense, Wembley Stadium à Londres, l’aéroport de Bangkok en Thaïlande ou encore des composants nécessaires à la construction du sommet de la tour de 541 mètres de haut (1 776 pieds) du One World Trade Center.

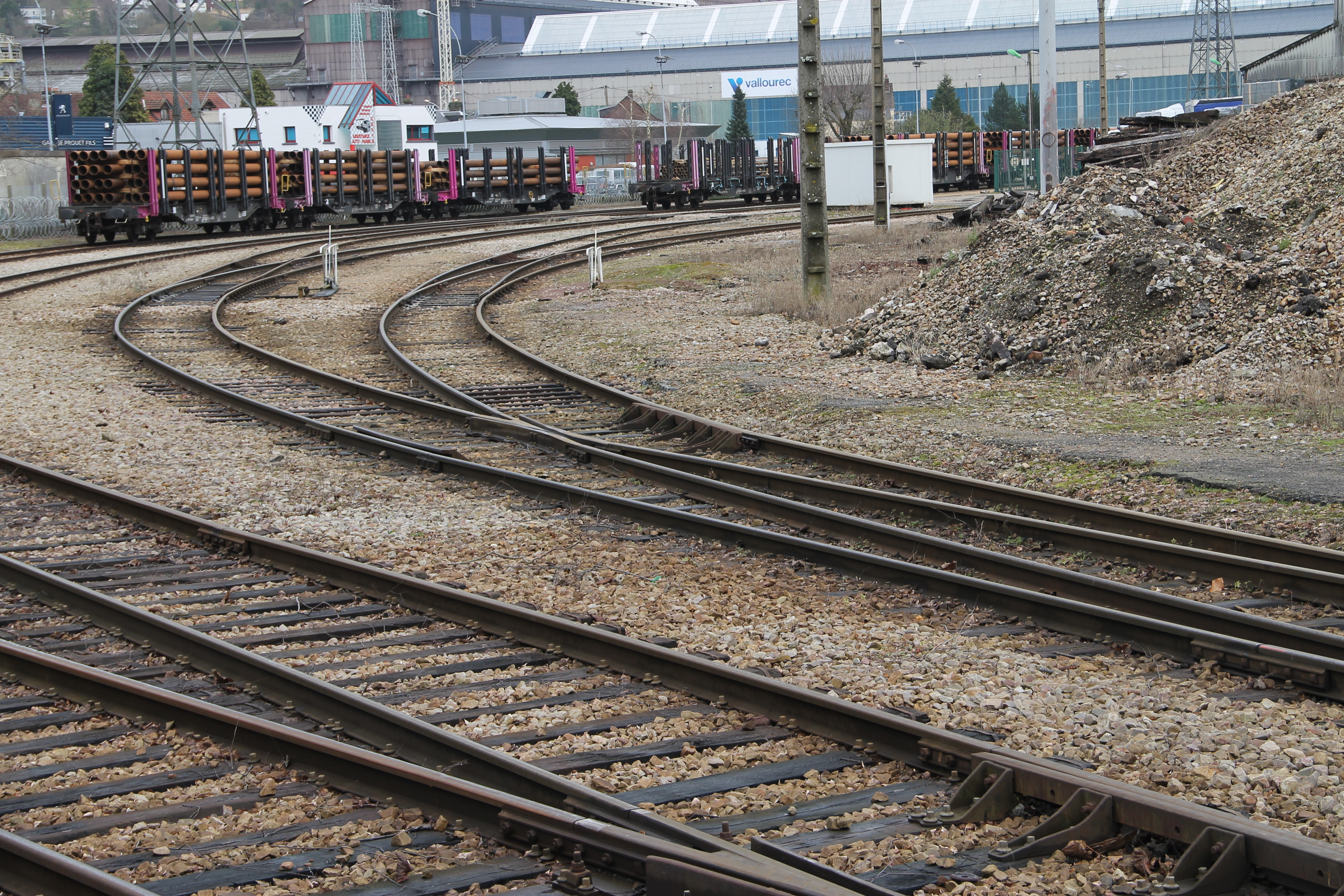
Février 2018 : l'usine Vallourec de Déville-les-Rouen et son chemin de fer industriel privé fermés en 2021.

### Répartition du chiffre d’affaires en 2021
- Pétrole et gaz : 60 %
- Industrie et autres : 36 %
- Énergie électrique : 4 %

## Innovation et R&D
La R&D de Vallourec compte cinq cents ingénieurs et techniciens, répartis sur les sites de production et dans cinq centres de recherche situés en France (Aulnoye-Aymeries) en Allemagne (Riesa), au Brésil (Rio de Janeiro et Belo Horizonte) et aux États-Unis (Houston).[réf. nécessaire]
En 2019, le Groupe a dédié 45 millions d’euros à ce département.

## Implantation internationale
Vallourec est présent dans plus de vingt pays et dispose de cinquante sites de production.
Depuis une quinzaine d’années, Vallourec a accru sa présence industrielle en Asie (Chine et Indonésie), au Brésil et au Moyen-Orient au détriment de l'Europe par l’augmentation de la part locale de la production.
- Amérique du Sud : 31,3 % ;
- Amérique du Nord : 24,3 % ;
- Asie et Moyen-Orient : 22,2 % ;
- Europe : 15,4 % ;
- Reste du monde : 6,8 %.

## Données financières
| Année                | 2003   | 2004   | 2005   | 2006   | 2007   | 2008   | 2009   | 2010   | 2011   | 2012   | 2013   | 2014   | 2015   | 2016   | 2017   | 2018   | 2019   | 2020    | 2021   |
| -------------------- | ------ | ------ | ------ | ------ | ------ | ------ | ------ | ------ | ------ | ------ | ------ | ------ | ------ | ------ | ------ | ------ | ------ | ------- | ------ |
| Chiffre d'affaires   | 2 376  | 3 038  | 4 307  | 5 542  | 6 141  | 6 437  | 4 465  | 4 491  | 5 296  | 5 326  | 5 578  | 5 700  | 3 803  | 2 965  | 3 750  | 3 921  | 5 381  | 3 242   | 3 442  |
| Résultat net         |        |        |        |        |        | 967    | 518    | 410    | 401    | 217    | 262    | (923)  | (865)  | (758)  | (537)  | (502)  | (64)   | (1 206) | 40     |
| Effectifs (au 31/12) | 17 507 | 17 484 | 17 542 | 18 217 | 16 874 | 18 561 | 18 567 | 20 561 | 22 204 | 23 177 | 24 053 | 23 709 | 20 964 | 18 325 | 20 093 | 19 164 | 18 827 | 15 962  | 16 025 |

## Actionnaires
Au 6 août 2024 :
| Arcelormittal                     | 27,5% |
| Strategic Value Partners          | 12,3% |
| Monarch Alternative Capital       | 5,05% |
| Luxor Capital Group               | 4,98% |
| Nippon Steel Corporation          | 3,43% |
| The Vanguard Group                | 1,78% |
| Alken Asset Management            | 1,59% |
| Norges Bank Investment Management | 1,46% |
| Victory Capital Management        | 0,74% |